# Семетли
Семетли (на турски: Semetli), е село в Източна Тракия, Турция, Вилает Родосто, околия Сюлейманпаша.

## География
Семетли е разположено на 38 километра западно от Родосто.

## История
Според статистиката на професор Любомир Милетич в 1912 година в Семетли живеят 120 гръцки семейства.